# إريك هاسي
إريك هاسي (بالألمانية: Erich Haase)‏ هو عالم حشرات ألماني، ولد في 19 يناير 1859 في برلين في ألمانيا، وتوفي في 24 أبريل 1894 في بانكوك في تايلاند.